# Liste der Monuments historiques in Doncourt-aux-Templiers
Die Liste der Monuments historiques in Doncourt-aux-Templiers führt die Monuments historiques in der französischen Gemeinde Doncourt-aux-Templiers auf.

## Liste der Objekte
| Bezeichnung              | Beschreibung                                           | Standort                        | Kennzeichnung | Schutzstatus | Datum | Bild |
| ------------------------ | ------------------------------------------------------ | ------------------------------- | ------------- | ------------ | ----- | ---- |
| Taufbecken               | Kalkstein, um 1500                                     | in der Kirche St-Maurice (Lage) | PM55001823    | Inscrit      | 1984  |      |
| Skulptur Heilige Barbara | Kalkstein, farbig gefasst, Anfang des 16. Jahrhunderts | in der Kirche St-Maurice (Lage) | PM55000217    | Classé       | 1985  |      |